# Сен-Кантен (округ)
Округ Сен-Кантен (фр. Arrondissement de Saint-Quentin) — округ у Франції, в департаменті Ена. 2023 року округ об'єднував 126 муніципалітетів, населення становило 126 727 осіб.
Адміністративний центр (супрефектура) — Сен-Кантен.

## Муніципалітети
Список муніципалітетів округу та їхні коди INSEE:
1. Аленкур (02009)
2. Аннуа (02019)
3. Аппанкур (02367)
4. Аржикур (02370)
5. Арлі (02371)
6. Артам (02025)
7. Аттії (02029)
8. Бекіньї (02061)
9. Беллікур (02065)
10. Бельангліз (02063)
11. Бене (02066)
12. Бертенікур (02075)
13. Бовуа-ан-Вермандуа (02060)
14. Боен-ан-Вермандуа (02095)
15. Боні (02100)
16. Боревуар (02057)
17. Бранкур-ле-Гран (02112)
18. Бре-Сен-Кристоф (02117)
19. Бриссе-Шуаньї (02123)
20. Бриссі-Амежикур (02124)
21. Вандей (02775)
22. Вандель (02774)
23. Вандюй (02776)
24. Верман (02785)
25. Віллер-ле-Сек (02813)
26. Віллер-Сен-Кристоф (02815)
27. Вільре (02808)
28. Во-ан-Вермандуа (02772)
29. Гоші (02340)
30. Грикур (02355)
31. Грюжі (02359)
32. Гуї (02352)
33. Даллон (02257)
34. Душі (02270)
35. Дюрі (02273)
36. Ессіньї-ле-Гран (02287)
37. Ессіньї-ле-Петі (02288)
38. Естре (02291)
39. Етав-е-Бокйо (02293)
40. Етреє (02296)
41. Жанкур (02390)
42. Жермен (02343)
43. Жиберкур (02345)
44. Жонкур (02392)
45. Жуссі (02397)
46. Інакур (02380)
47. Ітанкур (02387)
48. Кастр (02142)
49. Кластр (02199)
50. Коленкур (02144)
51. Конткур (02214)
52. Круа-Фонсомм (02240)
53. Кюньї (02246)
54. Ла-Ферте-Шеврезі (02306)
55. Лампір (02417)
56. Ланші (02402)
57. Ле-Вергіе (02782)
58. Ле-Катле (02143)
59. Левержі (02426)
60. Леден (02420)
61. Леокур (02374)
62. Лі-Фонтен (02446)
63. Маньї-ла-Фосс (02451)
64. Марсі (02459)
65. Мезьєр-сюр-Уаз (02483)
66. Меній-Сен-Лоран (02481)
67. Мессмі (02452)
68. Мої-де-л'Ен (02532)
69. Мон-д'Ориньї (02503)
70. Монбреен (02500)
71. Монтіньї-ан-Арруез (02511)
72. Монткур-Лізроль (02504)
73. Моркур (02525)
74. Невіллетт (02552)
75. Невіль-Сент-Аман (02549)
76. Норуа (02539)
77. Обаншель-о-Буа (02030)
78. Обіньї-о-Кен (02032)
79. Оллезі (02570)
80. Ольнон (02382)
81. Омбльєр (02383)
82. Оміссі (02571)
83. Ориньї-Сент-Бенуат (02575)
84. Парпевіль (02592)
85. Пітон (02604)
86. Плен-Сельв (02605)
87. Понрю (02614)
88. Понрюе (02615)
89. Премон (02618)
90. Рамікур (02635)
91. Реміньї (02639)
92. Ремокур (02637)
93. Ренансар (02640)
94. Реньї (02636)
95. Рибмон (02648)
96. Рувруа (02659)
97. Рупі (02658)
98. Саві (02702)
99. Себонкур (02703)
100. Секеар (02708)
101. Сен-Кантен (02691)
102. Сен-Сімон (02694)
103. Серен (02709)
104. Серизі (02149)
105. Сері-ле-Мезьєр (02717)
106. Серокур-ле-Гран (02710)
107. Сіссі (02721)
108. Сомметт-Окур (02726)
109. Сюрфонтен (02732)
110. Тенель (02741)
111. Трефкон (02747)
112. Тюньї-е-Пон (02752)
113. Фає (02303)
114. Ф'єлен (02310)
115. Флаві-ле-Мартель (02315)
116. Флюк'єр (02317)
117. Фонсомм (02319)
118. Фонтен-ле-Клер (02320)
119. Фонтен-Нотр-Дам (02322)
120. Фонтен-Ютерт (02323)
121. Форест (02327)
122. Франсії-Селансі (02330)
123. Френуа-ле-Гран (02334)
124. Шатійон-сюр-Уаз (02170)
125. Шеврезі-Монсо (02184)
126. Юрвілле (02756)